# Krampus!
Krampus! — серия комиксов, которую в 2013—2014 годах издавала компания Image Comics.

## Синопсис
Тайное общество Санта-Клаусов теряет свои силы и обращается за помощью к Крампусу. Впервые за несколько десятилетий он обретает свободу.

## История создания
Обсуждая Крампуса, Джойнс сказал, что «берёт определённые элементы из легенд и использует их для создания своей собственной версии персонажа». Когда он рассказал о проекте Джею Фаерберу, тот предложил ему поработать с Коцом. Сценарист связался с художником, и последний принял предложение.

### Выпуски
| № | Дата выхода     | Оценка на Comic Book Roundup   | Предполагаемый объём продаж (первый месяц) |
| - | --------------- | ------------------------------ | ------------------------------------------ |
| 1 | 11 декабря 2013 | 8 из 10 на основе 16 рецензий  | 9 078, позиция в Северной Америке — 202    |
| 2 | 22 января 2014  | 7,2 из 10 на основе 4 рецензий | 5 022, позиция в Северной Америке — 294    |
| 3 | 19 февраля 2014 | 8 из 10 на основе 2 рецензий   | 4 026, позиция в Северной Америке — 315    |
| 4 | 26 марта 2014   | 8,5 из 10 на основе 1 рецензии | 3 476, позиция в Северной Америке — 353    |
| 5 | 14 мая 2014     | 9 из 10 на основе 1 рецензии   | 3 050, позиция в Северной Америке — 351    |

### Сборники
| Название | Тип            | Дата выхода     | Собранный материал | Кол-во страниц | ISBN                       | Предполагаемый объём продаж (первый месяц) |
| -------- | -------------- | --------------- | ------------------ | -------------- | -------------------------- | ------------------------------------------ |
| Krampus! | Мягкая обложка | 17 декабря 2014 | Krampus! #1-5      | 136            | 978-1632151827, 1632151820 | 563, позиция в Северной Америке — 185      |

## Отзывы
На сайте Comic Book Roundup серия имеет оценку 8,1 из 10 на основе 24 рецензий. Джошуа Йел из IGN дал первому выпуску 8 баллов из 10 и отметил, что «Крампус выглядит так, как если бы мистер Тумнус превратился в Халка», имея это ввиду в хорошем в смысле. Мэрикейт Джаспер из Comic Book Resources посчитала, что «временами Крампус кажется измученным и опасным; в других моментах он полный клоун». Аарон Дюран из Newsarama поставил дебюту оценку 7 из 10 и написал, что «уровень вашего удовольствия от Krampus! #1 действительно будет зависеть от того, насколько хорошо вы знаете рождественские мифы». Кори Шрёдер из Comic Vine вручил второму выпуску 4 звезды из 5 и подчеркнул, что «тон [сценария] Джойнса мрачно-комедийный, но с бо́льшим акцентом на комедии, и это работает очень, очень хорошо».